# О (фильм)
«О» (англ. O) — американская драма 2001 года, современная экранизация трагедии Уильяма Шекспира «Отелло». Фильм заработал 16 миллионов долларов в американском прокате.

## Сюжет
Один Джеймс, лучший игрок баскетбольной команды, пользуется заслуженной популярностью в колледже. Он встречается с дочерью декана Дези Брэбл и у него есть все шансы на успешное будущее. Но находится человек, которому чужое благополучие не дает покоя — это Хьюго Гоулдинг, партнер Одина по команде. Больное самолюбие толкает Хьюго на реализацию зловещих замыслов, способных погубить не только любовь, но и всю жизнь соперника…

## В ролях
| Персонаж       | Исполнитель    | Прототип                 |
| -------------- | -------------- | ------------------------ |
| Один Джеймс    | Мекай Файфер   | Отелло                   |
| Хьюго Гоулдинг | Джош Хартнетт  | Яго                      |
| Дези Брэбл     | Джулия Стайлз  | Дездемона                |
| Роджер Калхун  | Элден Хенсон   | Родриго                  |
| Майкл Кассио   | Эндрю Киган    | Соответствующий персонаж |
| Эмили          | Рэйн Феникс    | Эмилия                   |
| тренер         | Мартин Шин     | Венецианский герцог      |
| Боб Брэбл      | Джон Хёрд      | Брабанцио                |
| Делл           | Энтони Джонсон |                          |
| Бренди         | Рэйчел Шумате  | Бианка                   |

## Производство
Вдохновение сценариста Брэда Каая для сценария пришло из трагедии «Отелло», «всплеск стрельбы в пригородных школах, которые потрясли страну в 1980-х годах», и его собственный опыт чернокожего подростка, посещающего в основном белую частную школу. Тим Блейк Нельсон наткнулся на сценарий во время съемок фильма Терренса Малика «Тонкая красная линия», и ему предложили снять фильм на основе этого сценария, воспользовавшись своим режиссёрским дебютом «Глаз Бога».
Съемки начались в Чарльстоне, Южная Каролина, в начале 1999 года и завершились в марте того же года. Dimension Films, подразделение Miramax, приобрела фильм за два дня до основной съёмки.

## Релиз
Первоначально фильм планировалось выпустить 17 октября 1999 года, но релиз был отложен после массового убийства в школе «Колумбайн» в апреле того же года. Задержка, вероятно, была связана с темами секса и насилия в средней школе, как предположил его режиссёр. Другая теория заключается в том, что она была отозвана до президентских выборов в США в 2000 году. Первоначально фильм должен был быть выпущен Miramax, но студия передала его Lions Gate после того, как продюсеры "О" подали в суд за нарушение контракта.
Фильм был запущен в прокат 31 августа 2001 года.

## Критика
Фильм получил умеренно положительные отзывы. На сайте Rotten Tomatoes фильм имеет рейтинг 64 % со средней оценкой 6,1/10 на основе 124 отзывов. Консенсус веб-сайта гласит: «Хотя благонамеренный и серьёзный в исследовании подросткового насилия, „O“ — это неравномерный эксперимент, который не совсем успешен». На сайте Metacritic фильм получил среднюю оценку 53 из 100 на основе 26 обзоров, что означает «смешанные или средние отзывы».

## Награды и номинации
"О" был номинирован на премию Black Reel за лучшую мужскую роль Мехи Фифера. Тим Блейк Нельсон также получил премию «Золотая космическая игла» на Международном кинофестивале в Сиэтле за лучшую режиссуру.